# 吕建 (学者)
吕建（1960年3月31日—），男，籍贯山东荣成，生于江苏南京，中国软件科学家，中国科学院院士，南京大学前校长，无党派人士。
主要从事软件方法学研究。

## 生平
1982年，毕业于南京大学计算机系。1984年，于南京大学获硕士学位。1988年，于南京大学软件专业获博士学位。1993年至1994年，于英国曼彻斯特大学计算机系作为访问学者。
2010年4月，任南京大学副校长。2016年4月，任南京大学常务副校长。2018年1月，任南京大学校长。2018年2月24日，当选为第十三届全国人大代表。2023年4月，卸任南京大学校长。

## 荣誉
1995年，获得“国家杰出青年科学基金”资助。2013年，当选中国科学院院士。